# Klient (szlachcic)
Klient (łac. Clientes, niem. Man) - ubogi szlachcic nie posiadający własnej ziemi, najmujący się na służbę u majętnych feudałów. Klientów, których służba obejmowała dozór i obronę zamku feudała, nazywano burgmanami.